# Cynthia Uwak
Cynthia Uwak (ur. 15 lipca 1986 w Akwa Ibom) – nigeryjska piłkarka grająca na pozycji napastnika, zawodniczka fińskiego klubu Pallokerho-35 i reprezentacji Nigerii, uczestniczka Mistrzostw Świata w Piłce Nożnej Kobiet 2007 rozegranych w Chinach, zdobywczyni wyrównującej bramki w meczu ze Szwecją, zakończonym remisem 1:1. Uczestniczka Letnich Igrzysk Olimpijskich 2008.
W latach 2006 i 2007 uhonorowana tytułem Afrykańskiej Piłkarki Roku.